# Martin Mann
Pour les articles homonymes, voir Mann.
Martin Mann, de son vrai nom Mario Löprich (né le 10 mars 1944 à Vienne) est un chanteur allemand.

## Biographie
Il grandit à Wiesbaden. Ses parents sont danseurs sportifs. Il étudie au conservatoire de Wiesbaden puis fait une formation d'acteur et de danseur. Michael Holm le découvre et produit ses premiers titres au début des années 1970.
Jusqu'à la fin des années 1990, Martin Mann enregistre des disques et participe à des émissions de télévision.
En 1981, il participe au concours de sélection pour représenter l'Allemagne au Concours Eurovision de la chanson. Il finit troisième avec le titre Boogie Woogie.
Outre sa carrière de chanteur, Martin Mann écrit et compose pour d'autres artistes : Michael Holm, Jürgen Marcus, Nicole, Wind, Roland Kaiser, Veronika Fischer, Rex Gildo, Chris Roberts, Roberto Blanco, Klostertaler, Gaby Albrecht, Wencke Myhre, Die Flippers, Ingrid Peters, Tony Marshall, Rosanna Rocci, Marianne & Michael...

## Source de la traduction
- (de) Cet article est partiellement ou en totalité issu de l’article de Wikipédia en allemand intitulé « Martin Mann » (voir la liste des auteurs).